# 弗雷蒙维尔
弗雷蒙维尔（法語：Frémonville，法語發音：[fʁemɔ̃vil]）是法国默尔特-摩泽尔省的一个市镇，位于该省东南部，属于吕内维尔区。

## 地理
弗雷蒙维尔（48°35'43"N, 6°53'13"E）面积13.65 平方千米，位于法国大東部大區默尔特-摩泽尔省，该省份为法国东北部内陆省份，是洛林的一部分，北邻比利时、卢森堡，北起顺时针与摩泽尔省、下莱茵省、孚日省和默兹省接壤。
与弗雷蒙维尔接壤的市镇（或旧市镇、城区）包括：阿蒂尼、里什瓦勒、布拉蒙、沃祖兹河畔锡雷、戈涅、阿尔布埃、唐孔维尔。

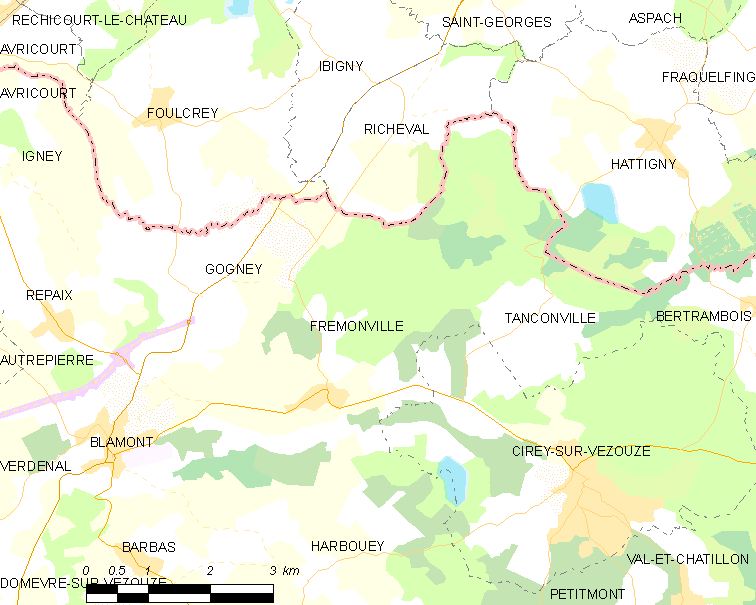
弗雷蒙维尔的OSM定位图

弗雷蒙维尔的时区为UTC+01:00、UTC+02:00（夏令时）。

## 行政
弗雷蒙维尔的邮政编码为54450，INSEE市镇编码为54211。

## 政治
弗雷蒙维尔所属的省级选区为巴卡拉县。

## 人口

1962-2008年间弗雷蒙维尔人口变化图示

弗雷蒙维尔于2022年1月1日时的人口数量为209人。